# Volta a Catalunya de 1936
La Volta a Catalunya de 1936 fou la divuitena edició de la Volta a Catalunya. La prova es disputà en nou etapes entre el 13 i el 21 de juny de 1936, per un total de 1.536 km. El vencedor final fou el català Marià Cañardo, per davant del belga Frans Bonduel i el català Joan Gimeno.
Dels 145 ciclistes que van prendre la sortida 44 l'acabaren.

## Classificació final
| Pos. | Ciclista                | Club               | Temps       |
| ---- | ----------------------- | ------------------ | ----------- |
| 1    | Marià Cañardo (ESP)     | Colin              | 48h 20' 21" |
| 2    | Frans Bonduel (BEL)     | Dilecta            | + 2' 22"    |
| 3    | Joan Gimeno (ESP)       | P.C. William Tarin | + 7' 40"    |
| 4    | Diego Cháfer (ESP)      | Orbea              | + 11' 12"   |
| 5    | Federico Ezquerra (ESP) | Orbea              | + 17' 39"   |
| 6    | Antonio Destrieux (ESP) | P.C. William Tarin | + 26' 17"   |
| 7    | Manuel Izquierdo (ESP)  | A.C. Montjuïc      | + 30' 55"   |
| 8    | Antoni Escuriet (ESP)   | Orbea              | + 36' 08"   |
| 9    | Josep Botanch (ESP)     | A.C. Montjuïc      | + 37' 33"   |
| 10   | Joaquim Olmos (ESP)     | U.C. Barceloneta   | + 47' 32"   |

## Etapes
| Etapa | Data       | Recorregut                               | km    | Guanyador               | Líder                   |
| ----- | ---------- | ---------------------------------------- | ----- | ----------------------- | ----------------------- |
| 1a    | 13 de juny | Barcelona - Manlleu                      | 116,0 | Antonio Destrieux (ESP) | Antonio Destrieux (ESP) |
| 2a    | 14 de juny | Manlleu - Girona                         | 185,0 | Joseph Huts (BEL)       | Alfons Schepers (BEL)   |
| 3a    | 15 de juny | Girona - Figueres                        | 165,0 | Joseph Huts (BEL)       | Alfons Schepers (BEL)   |
| 4a    | 16 de juny | Figueres - Manresa                       | 246,0 | Marià Cañardo (ESP)     | Frans Bonduel (BEL)     |
| 5a    | 17 de juny | Manresa - Lleida                         | 162,0 | Federico Ezquerra (ESP) | Frans Bonduel (BEL)     |
| 6a    | 18 de juny | Lleida - Valls                           | 174,0 | Marià Cañardo (ESP)     | Frans Bonduel (BEL)     |
| 7a    | 19 de juny | Valls - Tarragona                        | 237,0 | Frans Bonduel (BEL)     | Frans Bonduel (BEL)     |
| 8a    | 20 de juny | Tarragona - Vilafranca del Penedès (CRI) | 49,0  | Marià Cañardo (ESP)     | Frans Bonduel (BEL)     |
| 9a    | 21 de juny | Vilafranca del Penedès - Barcelona       | 139,0 | Federico Ezquerra (ESP) | Marià Cañardo (ESP)     |

### Etapa 1 Barcelona - Manlleu. 116,0 km
|   | Ciclista          | Temps      |
| - | ----------------- | ---------- |
| 1 | Antonio Destrieux | 3h 16' 10" |
| 2 | Josep Campamà     | m. t.      |
| 3 | Alfons Schepers   | + 20"      |

|   | Ciclista          | Temps      |
| - | ----------------- | ---------- |
| 1 | Antonio Destrieux | 3h 16' 10" |
| 2 | Josep Campamà     | m. t.      |
| 3 | Alfons Schepers   | + 20"      |

### Etapa 2. Manlleu - Girona. 185,0 km
|   | Ciclista        | Temps      |
| - | --------------- | ---------- |
| 1 | Joseph Huts     | 5h 56' 42" |
| 2 | Frans Bonduel   | m. t.      |
| 3 | Alfons Schepers | m. t.      |

|   | Ciclista          | Temps      |
| - | ----------------- | ---------- |
| 1 | Alfons Schepers   | 9h 13' 12" |
| 2 | Diego Cháfer      | m. t.      |
| 3 | Federico Ezquerra | m. t.      |

### Etapa 3. Girona - Figueres. 165,0 km
|   | Ciclista          | Temps      |
| - | ----------------- | ---------- |
| 1 | Joseph Huts       | 4h 56' 50" |
| 2 | John Braspennincx | m. t.      |
| 3 | Marià Cañardo     | m. t.      |

|   | Ciclista        | Temps       |
| - | --------------- | ----------- |
| 1 | Alfons Schepers | 14h 10' 02" |
| 2 | Diego Cháfer    | m. t.       |
| 3 | Joseph Huts     | + 46"       |

### Etapa 4. Figueres - Manresa. 246,0 km
|   | Ciclista      | Temps      |
| - | ------------- | ---------- |
| 1 | Marià Cañardo | 8h 17' 15" |
| 2 | Frans Bonduel | + 10' 16"  |
| 3 | Joan Gimeno   | m. t.      |

|   | Ciclista      | Temps       |
| - | ------------- | ----------- |
| 1 | Frans Bonduel | 22h 40' 21" |
| 2 | Joan Gimeno   | + 03' 28"   |
| 3 | Marià Cañardo | + 03' 34"   |

### Etapa 5. Manresa - Lleida. 162,0 km
|   | Ciclista          | Temps      |
| - | ----------------- | ---------- |
| 1 | Federico Ezquerra | 5h 40' 10" |
| 2 | Antonio Destrieux | m. t.      |
| 3 | Antonio Montes    | m. t.      |

|   | Ciclista      | Temps       |
| - | ------------- | ----------- |
| 1 | Frans Bonduel | 28h 23' 01" |
| 2 | Joan Gimeno   | + 01' 28"   |
| 3 | Marià Cañardo | + 01' 34"   |

### Etapa 6. Lleida - Valls. 174,0 km
|   | Ciclista          | Temps      |
| - | ----------------- | ---------- |
| 1 | Marià Cañardo     | 6h 06' 27" |
| 2 | Manuel Izquierdo  | + 15"      |
| 3 | Federico Ezquerra | + 36"      |

|   | Ciclista      | Temps       |
| - | ------------- | ----------- |
| 1 | Frans Bonduel | 34h 30' 29" |
| 2 | Marià Cañardo | + 33"       |
| 3 | Joan Gimeno   | + 01' 28"   |

### Etapa 7. Valls - Tarragona. 237,0 km
|   | Ciclista          | Temps      |
| - | ----------------- | ---------- |
| 1 | Frans Bonduel     | 8h 33' 50" |
| 2 | Antonio Destrieux | m. t.      |
| 3 | Marià Cañardo     | m. t.      |

|   | Ciclista      | Temps       |
| - | ------------- | ----------- |
| 1 | Frans Bonduel | 43h 04' 19" |
| 2 | Marià Cañardo | + 33"       |
| 3 | Joan Gimeno   | + 02' 33"   |

### Etapa 8. Tarragona - Vilafranca del Penedès. 49,0 km (CRI)
|   | Ciclista          | Temps      |
| - | ----------------- | ---------- |
| 1 | Marià Cañardo     | 1h 18' 06" |
| 2 | Frans Bonduel     | + 16"      |
| 3 | Federico Ezquerra | + 39"      |

|   | Ciclista      | Temps       |
| - | ------------- | ----------- |
| 1 | Frans Bonduel | 44h 22' 41" |
| 2 | Marià Cañardo | + 17"       |
| 3 | Joan Gimeno   | + 05' 18"   |

### Etapa 9. Vilafranca del Penedès - Barcelona. 139,0 km
|   | Ciclista            | Temps      |
| - | ------------------- | ---------- |
| 1 | Federico Ezquerra   | 3h 57' 23" |
| 2 | Antonio Destrieux   | m. t.      |
| 3 | Charles Vandenbalck | m. t.      |

|   | Ciclista      | Temps       |
| - | ------------- | ----------- |
| 1 | Marià Cañardo | 48h 20' 21" |
| 2 | Frans Bonduel | + 02' 22"   |
| 3 | Joan Gimeno   | + 07' 40"   |